# Puente del Alma
El puente del Alma (en francés: Pont de l'Alma) está localizado en París, atraviesa el río Sena. Su nombre recuerda la batalla del río Almá el 20 de septiembre de 1854 que tuvo lugar durante la Guerra de Crimea.
En 1999, quedó incluido dentro de la delimitación del ámbito de Riberas del Sena en París, bien declarado patrimonio de la Humanidad por la Unesco.

## Zuavo y crecidas

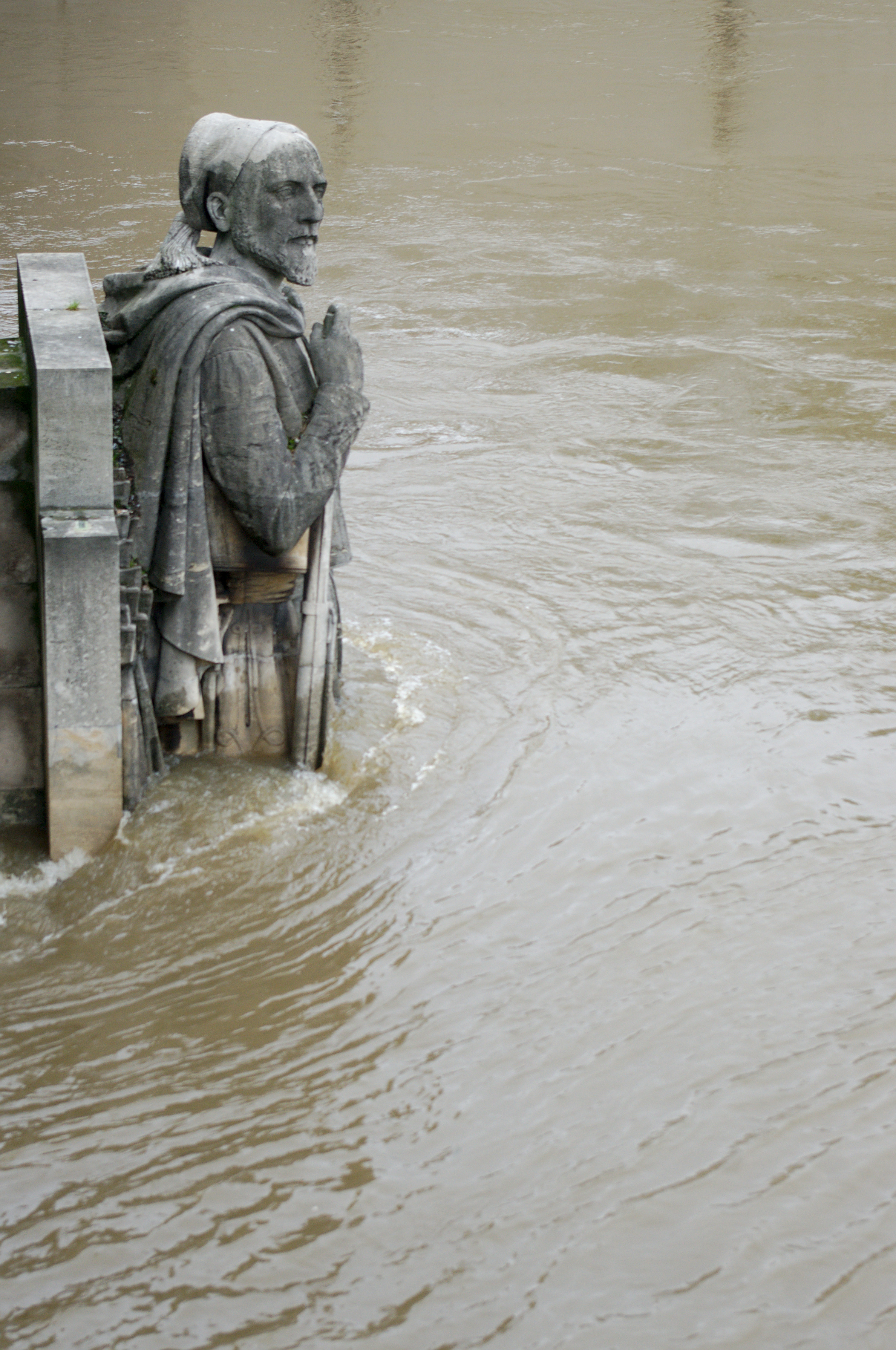
Zuavo

Sobre la única pilastra que descansa en el agua, se encuentra la estatua de un zuavo realizada en 1856, que sirve de instrumento popular de medida de las crecidas del Sena. Cuando el nivel del Sena llega a los pies de este zuavo, las vías de las orillas en general se cortan. Cuando el agua sube hasta los muslos del zuavo, el Sena deja de ser navegable. Durante la crecida de 1910, el agua llegó hasta los hombros.
El zuavo se sitúa hoy a mayor altura que en su ubicación original, debido a un elevación en 1970. Por lo que en la actualidad la misma indicación anterior a 1970 significa una mayor crecida. La administración mide las crecidas del Sena en el puente de la Tournelle.

## Historia

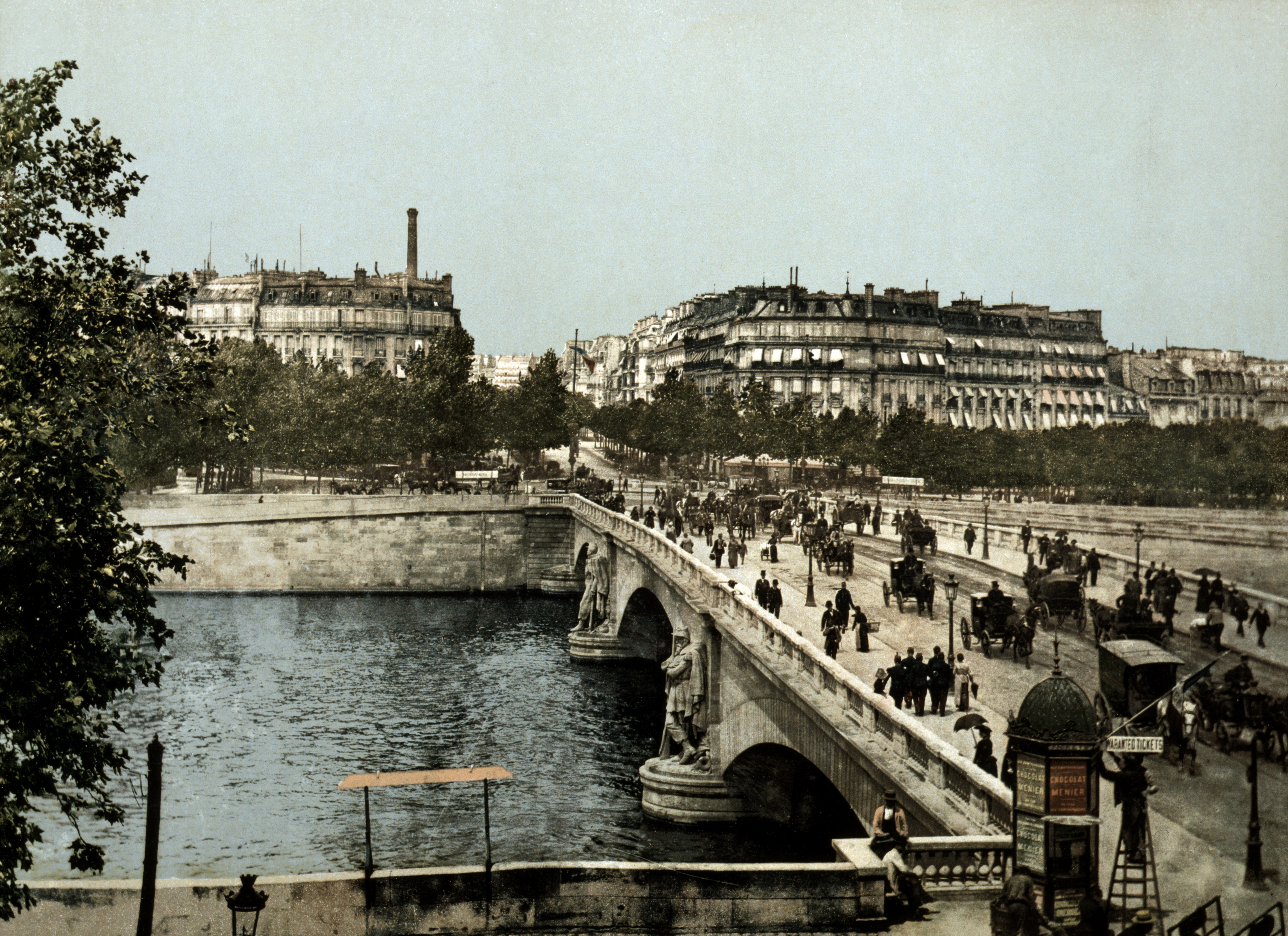
Le Pont de l'Alma en 1900, con su pasarela peatonal.

El puente fue construido entre 1854 y 1856 bajo la dirección de Charles-Marie Gariel. Para la Exposición Universal de 1900, estuvo doblada de una pasarela peatonal, llamada pasarela del Almá. Se inauguró por Napoleón III el 2 de abril de 1856 (en principio su inauguración estaba prevista para la Exposición Universal de 1855 las pilastras estaban decoradas por 4 estatuas —un zuavo y un granadero, esculpidos por Georges Diebolt, y un cazador a pie y un artillero, esculpidos per Auguste Arnaud— representando los cuatro regimientos que combatieron en la Guerra de Crimea. El Cazador a pie es visible desde la autopista A4 contra el muro sur de la redoute de Gravelle en el bosque de Vincennes, el Granadero está en Dijon y el Artillero ha sido llevado a La Fère en Aisne.
De 1970 a 1974, el puente ha sido completamente reconstruido, como consecuencia de su estrechez y, sobre todo, de su hundimiento. Sólo el Zuavo se conserva en el mismo sitio.
El puente enlaza los distritos 7.º, 8.º y 16.º de París, y está situado entre la avenida de New York y el muelle Branly.

Las estatuas originales
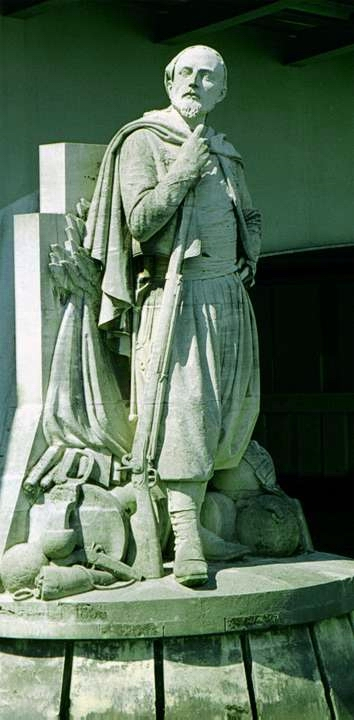
El zuavo
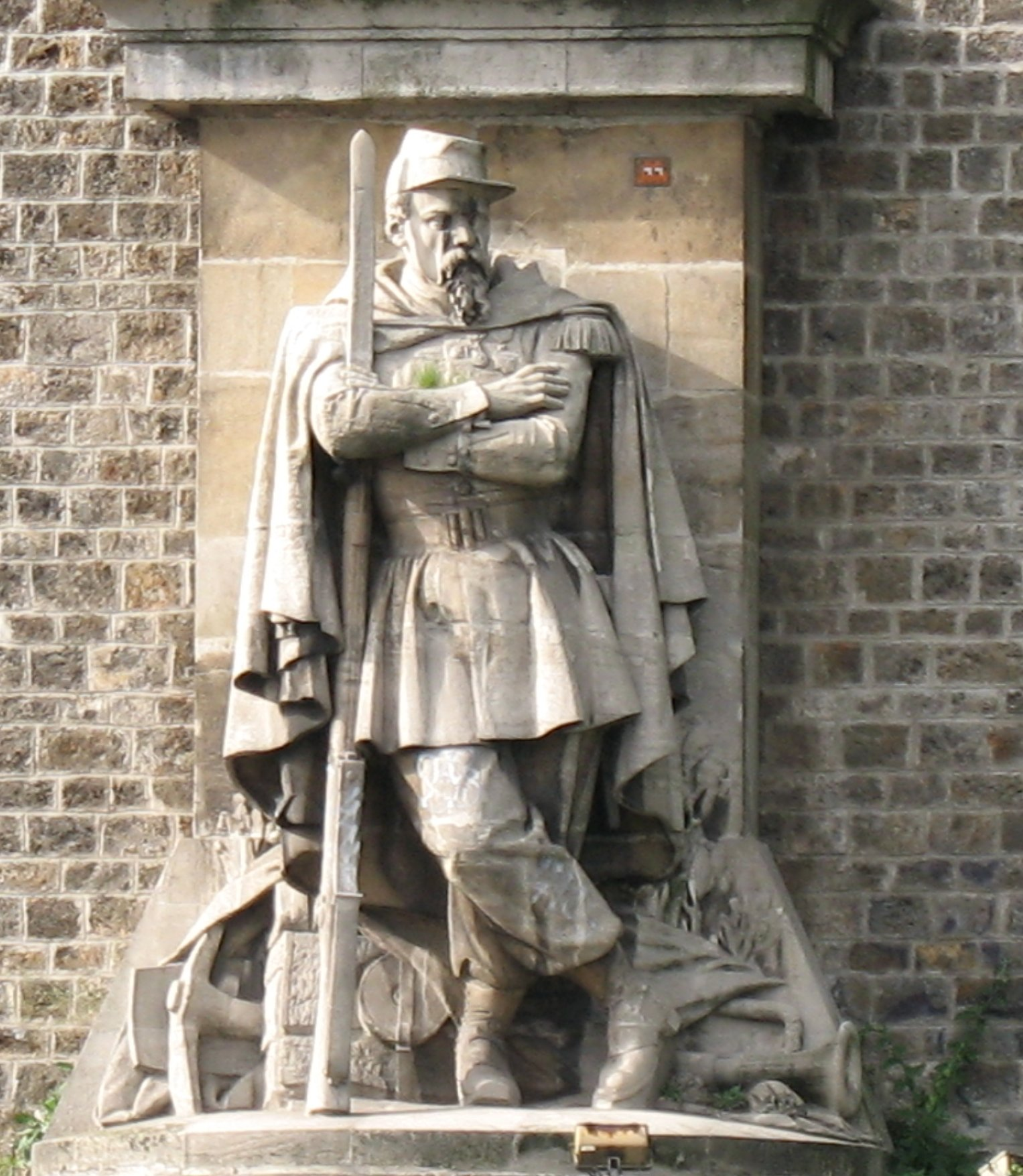
El cazador a pie, en el bosque de Vincennes
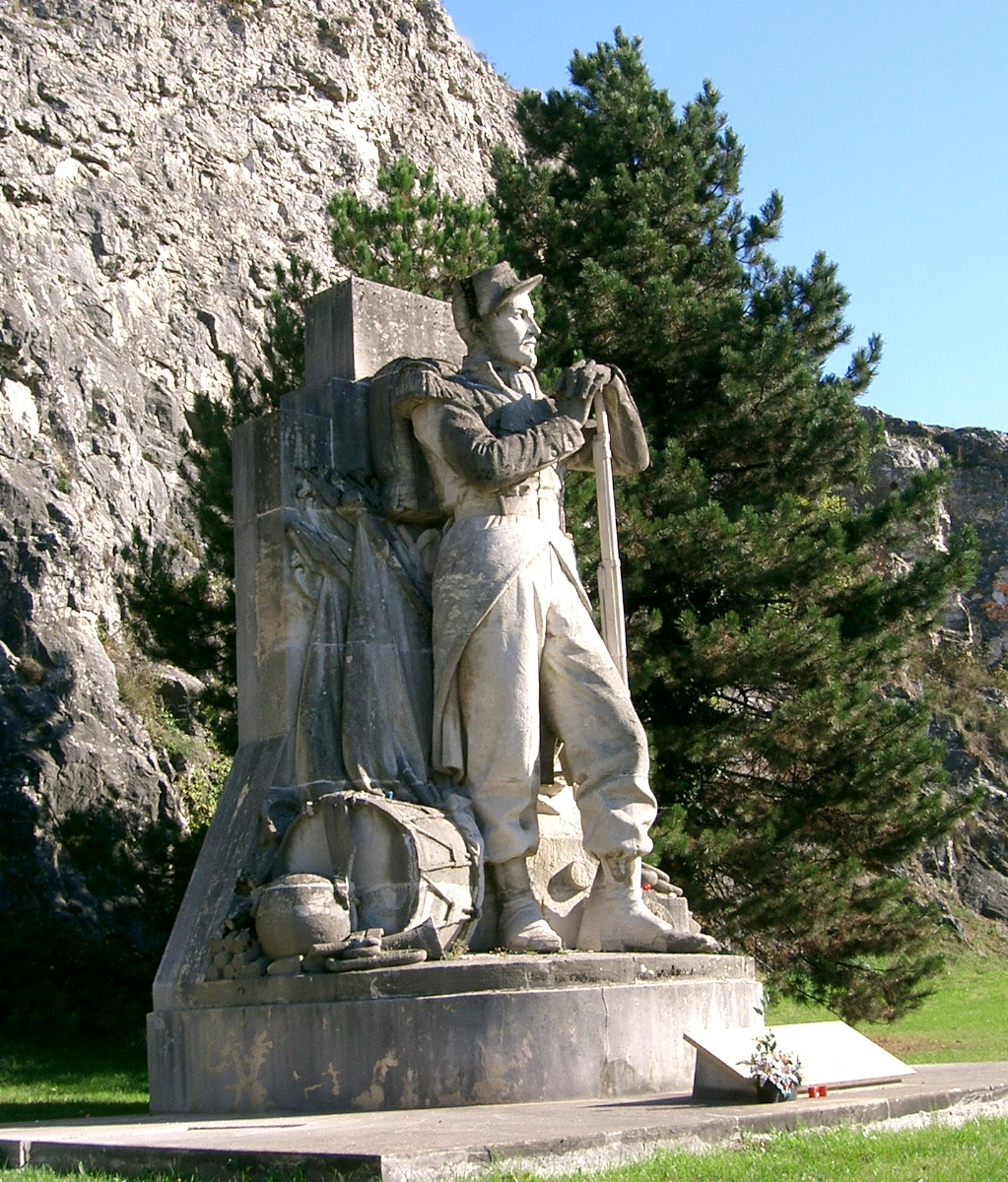
El granadero, en Dijon
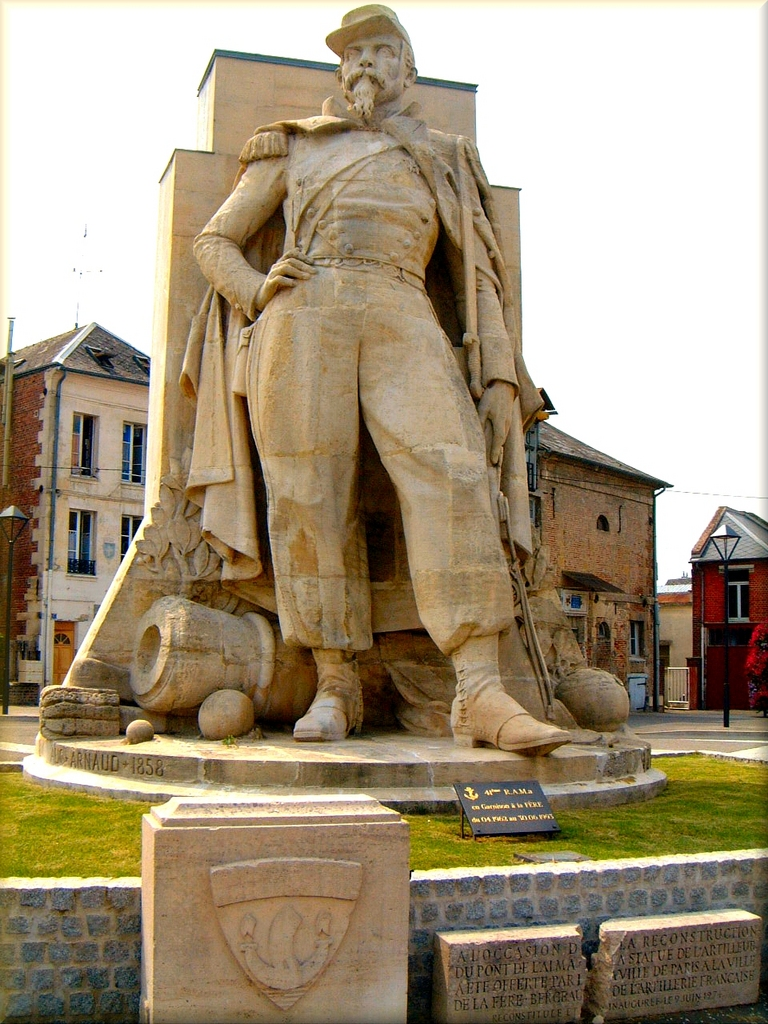
El artillero, en La Fère

## Hechos

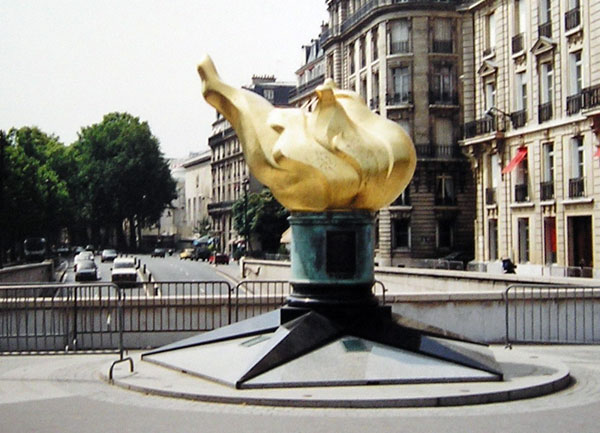
Llama en el Puente del Almá, la entrada al túnel se encuentra detrás, el puente (no visible) justo a la izquierda.

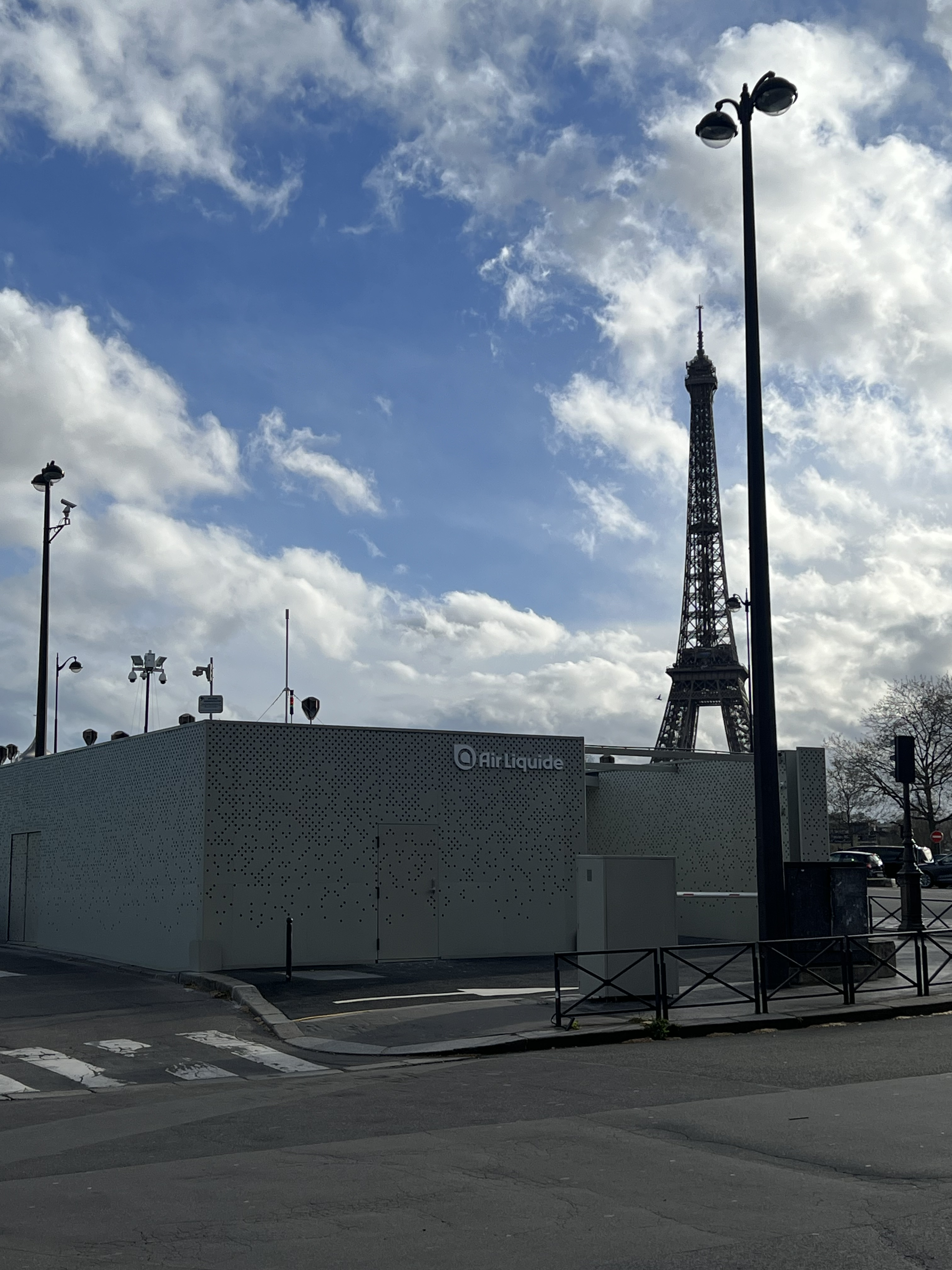
Estación de hidrógeno de Air Liquide en el Pont de l'Alma

El puente del Almá se encuentra cerca del túnel donde Diana, princesa de Gales, falleció en agosto de 1997. Este túnel, a menudo llamado túnel del puente del Almá, se encuentra de hecho entre el puente y la Place de l'Alma. Sobre esté túnel, se levanta la Llama de la Libertad, réplica a tamaño real de la llama de la Estatua de la Libertad. Este monumento, ofrecido por el periódico International Herald Tribune en 1987, conmemora la amistad franco-estadounidense y agradece a Francia la restauración de la estatua de la Libertad. Este monumento se ha convertido en un lugar de homenaje a Lady Di por parte de sus admiradores y esta parte de la plaza se llama desde 2019 "Place Diana" (Plaza Diana).